# Votkinsk
Votkinsk (tiếng Nga: Во́ткинск; Udmurt: Вотка, Votka) là một thành phố Nga. Thành phố này thuộc chủ thể Cộng hòa Udmurt. Thành phố có dân số 97.471 người (2021). Đây là thành phố lớn thứ 168 của Nga theo dân số năm 2002.
Đây là nơi sinh của nhà soạn nhạc Pyotr Ilyich Tchaikovsky. Ông đã dành 8 năm đầu đời của mình ở đây. Ngày nay, nơi ông sinh ra đã trở thành một viện bảo tàng.
Thị trấn được thành lập vào tháng 4 năm 1759, ban đầu như là một trung tâm cho các doanh nghiệp luyện kim, và tập trung kinh tế vào ngành công nghiệp liên quan đến kim loại vẫn còn. Viện Công nghệ Nhiệt Moscow hoạt động một nhà máy ở đây, Nhà máy lắp máy Votkinsk, trong đó sản xuất một số tên lửa đạn đạo tầm xa của Nga. Theo Hiệp ước lực lượng hạt nhân tầm trung (INF) được ký kết giữa Hoa Kỳ và Liên Xô, các cơ sở sản xuất tên lửa ở Votkinsk đã được lựa chọn để theo dõi trên trang web dài hạn của thanh tra Mỹ. Địa điểm tương ứng cho Liên Xô tại Hoa Kỳ là cơ sở sản xuất tên lửa Hercules ở Salt Lake City, Utah.
Tình trạng thị trấn đã được chính thức cấp cho nó vào năm 1935.
Thành phố cấp tên cho hồ chứa nước Votkinsk gần đó, tràn đầy trong những năm 1960 sau khi xây dựng một con đập cho Trạm thủy điện Votkinsk.